# Ristisaari (ö i Södra Savolax, S:t Michel)
Ristisaari är en ö i Finland. Den ligger i sjön Saimen och i kommunen Sankt Michel i den ekonomiska regionen  S:t Michel och landskapet Södra Savolax, i den södra delen av landet, 200 km nordost om huvudstaden Helsingfors. Öns area är 35,4 hektar och dess största längd är 0,9 kilometer i sydöst-nordvästlig riktning.